# 子羊のエピグラム
子羊のエピグラム（こひつじのエピグラム、スペイン語: epigrama de cordero、cordero en epigramaとしても知られる）は、子羊の半身それぞれを味付けする調理法につけられた名称である。それぞれの半身は部位ごとに切り分けられ、異なる方法で調理され、大皿に守られて客に披露される。これは複雑な料理である。19世紀半ばにヨーロッパのレストランで大流行した。

## 特徴
肩肉は完全に骨を抜かれ、薄切りのベーコンで覆われ、塩、胡椒、ハーブで味付けされている。肩肉（ブランケット）は通常、撚り糸で縛られ、バターと少量のブイヨンで油を塗った鍋で煮込まれる。残りの部位（リブ、ブリスケット、フランクおよび背）は肩肉を煮込んだ時に出る肉汁で一緒に煮込まれる。調理後、全体から油を取り除き、ブイヨンを煮詰める。リブと肩肉はそのまま冷ます（反らない様にキャセロールのふたで挟む）。冷ましてからパン粉をつけて揚げたり、狐色になるまで焼くのが一般的で、ラムチョップはソテーし、脚肉はグリルする。
肩の部分を中央に置き、残りの部位をその周りに冠状に置かれる。最初の煮込みで得たソースをかけ、レモン汁を加える。ある著者によれば、この料理は3つの部分に分けられると言う。熱い状態で供される。アスパラガスの穂先やエンドウマメを加えた、ベイクドポテトがつけ合わされることがある。「エピグラム」という呼び名は、大皿に守られた料理が交互に出てくる様子が、エピグラムの詩が交互に出てくる様子に似ていることが名付けられた 。

## 議論
アンヘル・ムロは、当時のスペイン人料理人の記述はジュール・グーフェに続く料理の精緻化の記述にしたがっており、彼の記述は誤りであると主張している 。